# 柳季諾沃區

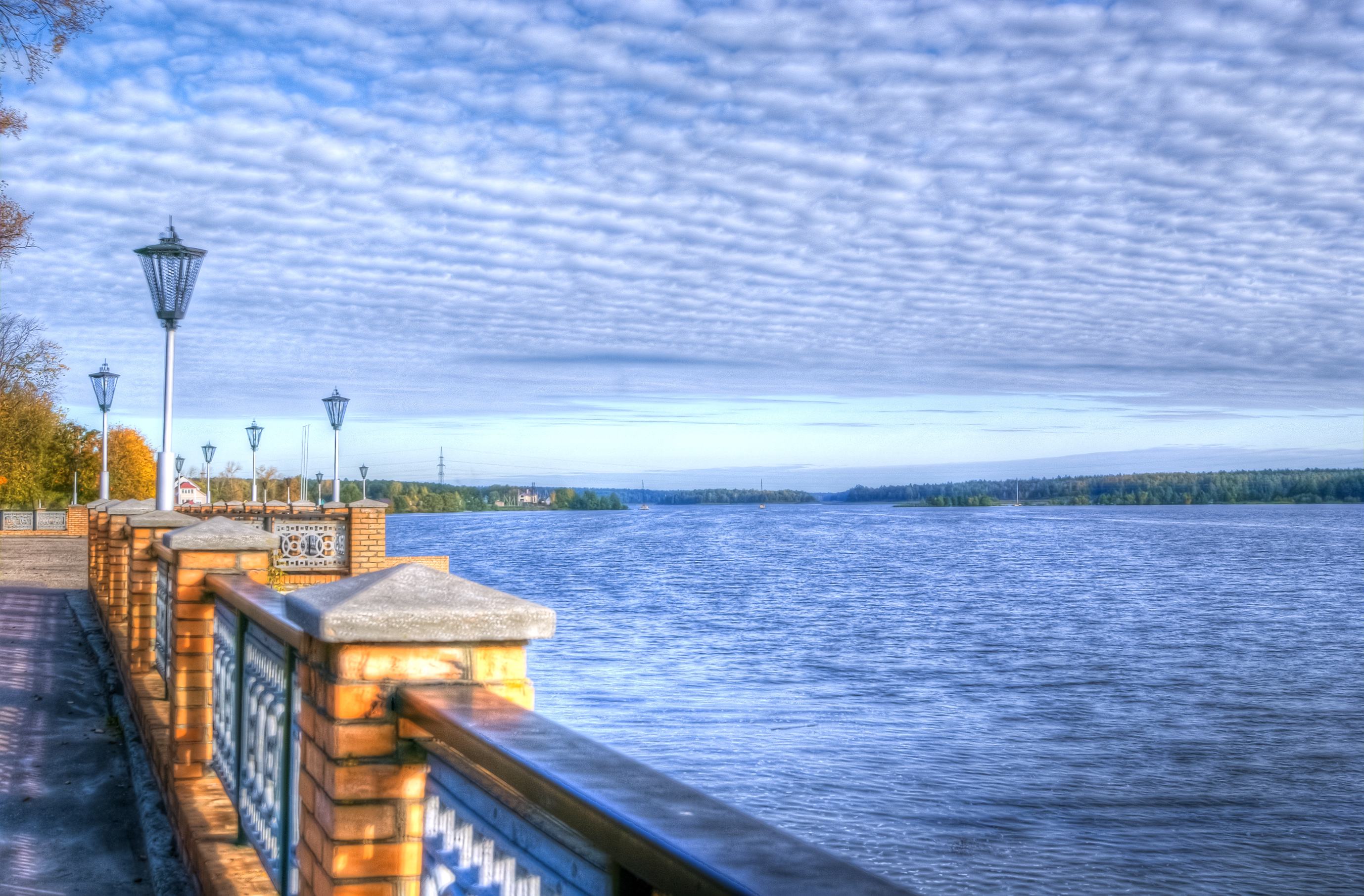

53°52′N 34°28′E / 53.867°N 34.467°E
柳季諾沃區（俄语：Людиновский район），是俄羅斯的一個區，位於該國西部，由卡盧加州負責管轄，面積955平方公里，2010年該區人口45,041，人口密度每平方公里47.16人。